# Kaysersberg
Kaysersberg er en kommune i departementet Haut-Rhin i den franske region Alsace.

Kaysersberg er en af byerne på Vinruten i Alsace.

## Berømte bysbørn
Albert Schweitzer er født i Kaysersberg, hvor der findes et museum om byens berømte søn. 